# Pizza Pop
Pizza Pop es el álbum debut de la banda indie de Gijón Australian Blonde. Fue editado en diciembre de 1993 por el sello Subterfuge.
Unos meses antes de "Pizza Pop" habían sacado un sencillo editado a medias con la banda, también asturiana, Kactus Jack. Contenía en una cara dos canciones de los de Gijón "I want you"/"I'm really famous" (con versiones diferentes a las aparecidas en el LP), y en la cara B dos de Kactus Jack.
Con "Pizza Pop", Australian Blonde consiguen un buen número de ventas y pasan a ser una de las bandas de moda dentro de la escena indie española de los años 1990.
De entre todos los temas del álbum, "Chup chup" es el que alcanza una mayor popularidad, debido en parte a su aparición en la banda sonora de la película Historias del Kronen y su posterior utilización en un anuncio de Pepsi, como también les ocurriría a Undrop con "Train" o a Deviot con "Wait here".
El primer sencillo extraído de Pizza Pop fue "Chup Chup", de edición limitada y que contenía como cara B dos temas no incluidos en el álbum: "Hedonist" y "I'm a road". 

## Canciones del álbum
1. "Chup Chup"
2. "Australian Blonde"
3. "I said yeah!"
4. "Straight ahead"
5. "September song"
6. "I want you"
7. "Don't care"
8. "Seaside"
9. "Howlin' down"
10. "In town"
11. "You came"
12. "I'm really famous"
13. "Precious love"
14. "My house"
15. "Hole in my head"
16. "It's over"

## Créditos
- Fran Fernández: guitarra y voz
- Tito Valdés: bajo, piano y guitarra
- Roberto Nicieza: batería

Grabado y mezclado por Paco "Loco" Martínez y Australian Blonde, entre octubre y noviembre de 1993.
Fotos y diseño: El Grupo Enmascarado y Alejandro